# In My Life (The Beatles)
In My Life è un brano musicale dei Beatles, scritto dalla coppia Lennon-McCartney nel 1965 e pubblicato nell'album Rubber Soul.
È stata classificata 23ª nella lista delle 500 migliori canzoni redatta dalla rivista Rolling Stone e 5ª su The Beatles 100 Greatest Song. Raggiunse la 2ª posizione nella lista 50 Tracks della CBC.

## Descrizione

### Composizione
Secondo John Lennon, le origini della canzone vanno fatte risalire a quando il giornalista inglese Kenneth Allsop disse che Lennon avrebbe dovuto scrivere canzoni sulla sua infanzia. In seguito, Lennon scrisse una canzone riguardo ad un autobus che era solito prendere a Liverpool. Nella versione originale, Lennon citò nel testo vari posti evocativi dell'adolescenza, come Penny Lane e Strawberry Field.
Lennon considerò la canzone "ridicola", quindi rielaborò le parole, sostituendo alcune memorie specifiche con una generalizzata meditazione sul suo passato. Poche righe della versione originale furono messe nel brano ricomposto da Lennon. Secondo Pete Shotton, amico di Lennon, i versi «Some are dead and some are living / In my life I've loved them all» ("Alcuni [amici] sono morti e alcuni sono vivi / Nella mia vita li ho amati tutti") erano riferiti a Stuart Sutcliffe (morto nel 1962) e a Shotton stesso.
Le versioni di Lennon e McCartney sono diverse riguardo alla paternità della melodia. Lennon inizialmente dichiarò che la canzone fu composta interamente da lui, in seguito disse che McCartney contribuì nella sezione a contrasto, ma non è chiara la parte a cui si riferisce: In My Life non contiene una sezione a contrasto, e se Lennon voleva indicare il ponte, i meriti della canzone sarebbero metà di McCartney e metà di Lennon. McCartney affermò che Lennon scrisse il testo della canzone dall'inizio alla fine, prendendo ispirazione dalla melodia di una canzone di Smokey Robinson & The Miracles. Disse di In My Life McCartney: «Mi piace In My Life. Furono parole scritte da John e io scrissi la melodia. È stato grande».

### Registrazione
Il brano fu registrato il 18 ottobre 1965, e fu completato in una giornata tranne che per la parte strumentale. Lennon inizialmente non sapeva a quale strumento far eseguire l'assolo quindi chiese aiuto al produttore George Martin che pensò di aggiungere un assolo di pianoforte. L'idea vincente fu quella di fare qualcosa in stile pop barocco. e scrisse la partitura ispirandosi ai compositori del XVII secolo  per poi registrarla a velocità dimezzata in modo che riportandola al passo normale emulasse il suono di un clavicembalo.

## Formazione
- John Lennon - voce, chitarra ritmica
- Paul McCartney - cori, basso, pianoforte elettrico
- George Harrison - cori, chitarra solista
- Ringo Starr - batteria, tamburello basco, campana
- George Martin - Pianoforte